# Xiang Khuang
Xiang Khuang fou un regne del centre de Laos, a la zona de la Plana de les Gerres.

## Història
Segons les cròniques Pongsawadan Meuang Puan o Muang Puan, els puans (o phuans) o tai puan, un grup ètnic tai-lao, hauria emigrat des del sud de la Xina al segle xiii i es va establir en aquesta zona; es va formar un estat tribal basat en el comerç dels metalls i productes de la selva que va portar força prosperitat. La influència a la zona dels khmers va durar fins al 1368 i llavors la zona fou incorporada al regne de Lan Xang com estat tributari. El 1478 fou ocupat pels vietnamites i el sobirà del país va començar a pagar tribut a la cort de Hue i per un temps fou un estat vassall del Vietnam (1478). La capital era Xiang Khuang o Siang Khuang, (avui dia Muang Koon), amb diverses pagodes daurades i plenes de joies. Més tard va esdevenir tributari del regne de Pegu (1568-1598).
Quan el 1707 el regne de Lan Xang es va dividir en tres regnes, el territori dels tai puans va quedar entre els regnes de Luang Prabang i de Vientiane, gaudint d'una independència de fet. Al darrer terç forces vietnamites van intervenir en favor d'un pretendent mentre que el rei de Vientiane donava suport al governant. El 1778-1779 els siamesos van ocupar Vientiane a través del qual van exercir la influència al regne. El 1779 els vietnamites i siamesos van envair la regió i es van emportar els puans com a presoners cap a Bangkok. El rei puan Chao Somphou, fou fet presoner i portat a Vientiane. L'any següent el rei de Vientiane va intentar administrar directament Xiang Khuang; un comissionat es va fer càrrec de la zona i va començar un cens, però la cort de Hue va intervenir i Vientiane va haver d'alliberar a Chao Somphou, que va poder tornar al seu regne on va morir en el tron.
Després d'un efímer regnat de Chao Xiang va pujar al tron Chao Noi amb només 14 anys. Fou molt autoritari i va imposar taxes elevades acumulant un tresor, elefants, cavalls i un dipòsit d'armes; disposava d'un gran palau semblant al de Vientiane i tenia fins a 500 servidors entrenats militarment. Al seu temps la població era nombrosa, el país pròsper i l'arròs abundant.
Chao Anou, rei de Vientiane, va aconseguir el que el regne no havia pogut abans: després d'enderrocar a Chao Noi es va proclamar l'annexió total com una província. Els partidaris del rei enderrocat, que conservava el títol i el respecte de la seva gent, es van refugiar-se al Vietnam on van demanar ajut de la cort. Inicialment Anou va acceptar les pressions vietnamites però finalment va acabar desmembrant el regne. Com que Vientiane era vassall de Siam, les esdeveniments formaven part de la lluita entre Siam i Vietnam per la plana de les Gerres, intervenint ambdós en les polítiques locals intentant instal·lar els seus titelles. El 1828 el rei de Vientiane Chao Anou es va revoltar contra Siam i va enfrontar una força militar siamesa que finalment el va derrotar havent de fugir a Xiang Khuang. L'arribada de Chao Anou amb l'exèrcit siamès que l'empaitava al darrere, va posar als dirigents de Xiang Khuang en una situació complicada; el comandant siamès va llençar un ultimàtum pel qual o entregaven al rei de Vientiane o serien atacats amb totes les forces, i els líders puans van acceptar i van entregar al rei. Chao Anou fou enviat captiu a Bangkok. Els siamesos llavors van començar a despoblar el país (política que s'havia iniciat de fet ja el 1779 i els primers expulsats que van arribar a Bangkok ho van fer el 1792 per servir com a treballadors als camps de les classes altes). Amb l'eliminació de la població els siamesos van privar als vietnamites d'ajuda en menjar, transport i soldats, impossibilitant que els vietnamites poguessin fàcilment ocupar el país o restaurar el regne. Es diu que aquesta tàctica fou emprada els anys seixanta del segle XX pels americans.
Els vietnamites però eren tenaços i el 1848 van aconseguir ocupar el territori; van nomenar oficials locals però com a administradors. Els caps locals eren també vassalls del rei de Luang Prabang que al seu torn era vassall de Siam el que feia que es mantingués alguna influència siamesa. Llavors hi va haver una invasió dels Haw, uns bandits saquejadors procedents de la Xina, coneguts com l'Exèrcit de la Bandera Negra. Van assolar la Plana de les Gerres destruint temples i pagodes i causant una destrucció enorme. Els siamesos van enviar un exèrcit el 1873 que va travessar el riu Ou i va expulsar els haws; la campanya es va acabar el 1876 i va afectar més a la població civil que als haws que amb els seus cavalls podien enfrontar als soldats siamesos o fugir quan tenien les de perdre. El rei de Siam va acusar als puans de donar arròs, plata i cavalls als haws, cosa que si bé era certa, havia estat feta per la força. L'exèrcit siamès va fer molts presoners puans i els va enviar a Bangkok com esclaus, inclòs el príncep Chao Kamti (o Khanti) el darrer governant nadiu (1887). El regne va quedar annexionat a Siam poc després (1888).
El 1893, en el tractat franco-siamès, la regió fou reconeguda com a protectorat francès. El 1899 França va agregar el territori al seu protectorat de Laos dintre del regne de Luang Prabang. Fou formalment integrat dins el regne de Luang Prabang (rebatejat regne de Laos) el 15 de setembre de 1945.

## Raths (reis) o chao xiwit
- segle XIII-1687 Diversos reis
- 1687 - 1688 Chao Kham Lan
- 1688 - 1690 Chao Kham Phuttha
- 1690 - 1694 Chao Kham Sattha
- 1694 Chao Bun Lang Thai
- 1694 - 1698 Chao Bun Lot
- 1698 - 1712 Chao Kham Bun Khong
- 1712 - 1714 Phraña Kham Thewo (Regent)
- 1714 - 1740 Chao Bun Chan
- 1740 - 1751 Chao Kham Un Müang
- 1751 - 1753 Chao Ong Lo
- 1753 (tres mesos) Chao Ong Bun
- 1753 - 1779 Chao Ong Lo (segona vegada)
- 1779 - 1781 Chao Ong Si Phom
- 1781 - 1782 Chao No Müang
- 1782 - 1802 Chao Som Phu
- 1802 - 1803 Chao Xiang
- 1803 - 1831 Chao Suthakasuvannakuman (Chao Noi)
- 1831 - 1835 Chao San (Regent)
- 1835 - 1848 Domini siamès i vietnamita
- 1848 - 1865 Phra Chao Issarasettha (Chao Po)
- 1865 - 1874 Chao Üng
- 1875 - 1876 Domini siamès
- 1876 - 1887 Chao Khanti
- 1887 - 1888 Thao Xiang Phet (Regent)